# 食卓の王様
食卓の王様（しょくたくのおうさま）は、1996年4月5日から2000年3月17日までNHK総合テレビで4年間放送された食に関する情報番組である。

## 概要
毎回、一つの食材を取り上げ「生産に携わる人の名人技」から「食材にまつわる意外なウンチク」などを徹底的に紹介する。キャッチコピーは「食材まるごと食べつくし。」。

## 出演者
- 食の旅人 - 国井雅比古
- ジュディ・オング

### 料理担当
- 小山裕久（新潟テレビ21アナウンサーは同姓同名の別人）
- 脇屋友詞

ほか

## 放映作品
- もやしのおいしい話（1996年4月5日）
- わかめで春を食べる（1996年4月19日）
- 春キャベツの悲鳴?（1996年4月26日）
- 地どり（1996年5月3日）
- カレイの縁側の秘密（1996年5月10日）
- 小豆に託す母の思い（1996年5月17日）
- イカをタコで釣る?（1996年5月24日）
- 新じゃがはウマカよ（1996年5月31日）
- はちみつの甘い誘惑（1996年6月7日）
- アスパラガス今が旬（1996年6月21日）
- トビウオは風の使者（1996年6月28日）
- アナゴは江戸前よ!（1996年7月12日）
- トウモロコシ職人技（1996年7月19日）
- タコは悪魔?賢者?（1996年8月9日）
- 清流の女王・アユ（1996年8月16日）
- 夏バテにニンニク!（1996年8月23日）
- 枝豆とビールは親友（1996年8月30日）
- えりも岬のこんぶ漁（1996年9月6日）
- 津軽はどじょうの里（1996年9月13日）
- 秋の主役ナスの出番（1996年9月20日）
- サバの遺伝銃の味（1996年10月18日）
- レンコン・泥が命!（1996年11月1日）
- 砂丘に長芋・夫婦畑（1996年11月8日）
- 鮭（さけ）豊漁で笑い泣き（1996年11月15日）
- しいたけ乾（ほ）せば変身（1996年11月22日）
- イワシを探せ銚子沖（1996年11月29日）
- コンニャク母の力技（1996年12月13日）
- おもちは日本人の心（1997年1月10日）
- カキの母はホタテ?（1997年1月24日）
- ネオンが敵!?小松菜（1997年1月31日）
- のりは潮騒（さい）の贈り物（1997年2月7日）
- 北海漁師ホタテ一代（1997年2月14日）
- ネギのミツは旬の声（1997年2月21日）
- タラコ一筋博多もん（1997年2月28日）
- 寒天は氷点下の魔術（1997年3月7日）
- 女が主役沖縄豚市場（1997年3月14日）
- しゃこのKOパンチ（1997年3月21日）
- 食の旅人旬めぐり（1997年3月28日）
- たけのこ春の芽ぶき（1997年4月4日）
- 最強の保存食ヒジキ（1997年4月11日）
- 涙の甘さ旬たまねぎ（1997年4月18日）
- 青春の味農高イチゴ（1997年5月2日）
- 新宿アサリ売り夫婦（1997年5月9日）
- 海の宝石ホタルイカ（1997年5月16日）
- にんじん73種の料理農家と料理人のニンジン対決（1997年5月23日）
- 脂が勝負アジの開き（1997年5月30日）
- 緑のせん茶誕生秘話（1997年6月6日）
- かつお節真剣対決!（1997年6月13日）
- 海の力で豆腐を作る（1997年6月27日）
- シラスは湘南ボーイ（1997年7月11日）
- 沼に踊る天然うなぎ（1997年7月18日）
- 梅を育ててハワイへ（1997年7月25日）
- 夏の香り北のトマト（1997年8月1日）
- 救荒の食サツマイモ（1997年8月15日）
- 滋養豊富うずらの卵（1997年8月22日）
- 沼の宝物ジュンサイ（1997年8月29日）
- 汗の結晶かんぴょう（1997年9月5日）
- サンマで勝負親子鷹（1997年9月19日）
- 島の里芋米も顔負け（1997年9月26日）
- 北の大地夢カボチャ（1997年10月3日）
- エビ（1997年10月10日）
- 毎日千株シメジ誕生（1997年10月24日）
- 開け開けごまパワー（1997年11月7日）
- 高知黒潮カツオ漁師（1997年11月14日）
- 信州戸隠新ソバの味（1997年12月5日）
- ギンナン老夫婦物語（1997年12月12日）
- シシャモ漁と保護と（1997年12月19日）
- 今夜は鍋の大特集（1997年12月26日）
- 瀬戸内はレモンの香（1998年1月9日）
- かぶ・京都すぐき漬（1998年1月16日）
- そうめん極細の秘密（1998年1月23日）
- コイ恋して冬の味（1998年2月6日）
- ピーマン七色の秘密（1998年2月20日）
- 冬に掘るクズはお宝（1998年3月6日）
- 色白美人吉祥寺ウド（1998年3月13日）
- 骨まで愛されるタイ（1998年3月20日）
- 食材列島・旬（しゅん）をめざす春（1998年3月27日）
- もずく（1998年4月3日）※この回から放送時間が変更される。
- 卵（1998年4月10日）
- セロリ（1998年4月17日）
- 納豆（1998年4月24日）
- 牛乳（1998年5月1日）
- ワサビ（1998年5月8日）
- ブロッコリー（1998年5月15日）
- 酢（1998年5月22日）
- 春の山菜（1998年5月29日）
- きゅうり（1998年6月5日）
- ラッキョウ（1998年6月12日）
- サザエ（1998年6月19日）
- 麩（ふ）（1998年7月3日）
- トウガラシ（1998年7月10日）
- レタス（1998年7月17日）
- すずき（1998年7月24日）
- ゆば（1998年7月31日）
- 塩（1998年8月21日）
- ソーセージ（1998年8月28日）
- キス（1998年9月4日）
- オクラ（1998年9月11日）
- ワイン（1998年9月18日）
- ニジマス（1998年9月25日）
- みょうが（1998年10月2日）
- ジャガイモ（1998年10月9日）
- クリ（1998年10月16日）
- 砂糖（1998年10月23日）
- マイタケ（1998年10月30日）
- 柿（かき）（1998年11月6日）
- サツマイモ（1998年11月20日）
- ハタハタ（1998年11月27日）
- ハクサイ（1998年12月4日）
- くわい（1998年12月18日）
- ふるさとの雑煮（1998年12月28日）
- みかん（1999年1月8日）
- みそ（1999年1月22日）
- ブリ（1999年1月29日）
- ナマコ（1999年2月5日）
- チーズ（1999年2月12日）
- ほうれん草（1999年2月19日）
- 高野豆腐（1999年2月26日）
- ヨーグルト（1999年3月5日）
- 食の名人出会い旅（1999年3月12日、19日）
- シイタケ（1999年4月9日）
- パン（1999年4月16日）
- ニシン（1999年4月23日）
- 牛肉（1999年4月30日）
- カツオ（1999年5月7日）
- サクラエビ（1999年5月14日）
- うどん（1999年5月21日）
- ゴボウ（1999年5月28日）
- ソラマメ（1999年6月4日）
- カレー（1999年6月11日）
- ハーブ（1999年6月18日）
- サクランボ（1999年6月26日）
- うなぎ（1999年7月2日）
- ビール（1999年7月9日）
- ショウガ（1999年7月16日）
- スイカ（1999年7月23日）
- 豆腐（1999年7月30日）
- 王様を食べようスペシャル（1999年8月27日、2000年3月10日）
- マッシュルーム（1999年9月3日）
- バター（1999年9月10日）
- 小麦粉（1999年9月17日）
- カマス（1999年9月24日）
- カタクチイワシ（1999年10月8日）
- 梨（1999年10月15日）
- キャベツ（1999年10月22日）
- タコ（1999年10月29日）
- ハム（1999年11月5日）
- ヒラメ（1999年11月12日）
- 中華めん（1999年11月19日）
- ゆず（1999年11月26日）
- かまぼこ（1999年12月3日）
- タラ（1999年12月10日）
- 大根（2000年1月7日）
- バナナ（2000年1月14日）
- オリーブ（2000年1月21日）
- カニ（2000年1月28日）
- 高菜（2000年2月4日）
- しょうゆ（2000年2月18日）
- 焼酎（2000年2月25日）
- ハマグリ（2900年3月3日）
- 食の名人再会の旅（2000年3月17日）